# Franjo Vlašić
Franjo svobodný pán Vlašić (německy Franz Freiherr von Vlassits, případně Vlasits, chorvatsky Franjo barun Vlašić, maďarsky báró Wlassich Ferenc) (24. dubna 1766 Dombóvár – 16. května 1840 Záhřeb) byl rakouský generál chorvatského původu. V c. k. armádě sloužil od roku 1784, jako důstojník jezdectva vynikl v napoleonských válkách, poté byl velitelem různých posádek a v roce 1824 dosáhl hodnosti polního podmaršála. V letech 1832–1840 zastával funkci chorvatského bána. V roce 1832 byl povýšen na barona.

## Životopis
Pocházel z chorvatské šlechtické rodiny nobilitované v roce 1717. Původně studoval práva, ale v roce 1784 vstoupil jako kadet do armády k husarům. Zúčastnil se válek proti revoluční Francii a napoleonských válek. V roce 1804 byl povýšen na majora a bojoval v bitvě u Slavkova (1805). Od roku 1806 byl jako podplukovník štábním důstojníkem 3. husarského pluku v Opavě. V roce 1808 dosáhl hodnosti plukovníka a stal se velitelem 7. husarského pluku v Uherském Brodě. V další válce proti Napoleonovi znovu vynikl statečností v bitvě u Znojma (1809). V roce 1813 byl povýšen do hodnosti generálmajora a vyznamenal se v závěrečné fázi napoleonských válek v Itálii. Za účast v bitvě u San Marca obdržel rytířský kříž Řádu Marie Terezie. Po roce 1815 byl velitelem brigády v Osijeku.
V roce 1824 dosáhl hodnosti polního podmaršála a stal se divizním velitelem v Záhřebu, jako velitel divize byl později přeložen do Lvova. Od roku 1828 byl čestným majitelem 2. hulánského pluku. V roce 1829 byl jmenován velitelem v Sedmihradsku a v letech 1831–1832 byl krátce velitelem v Petrovaradíně. Nakonec v letech 1832–1840 zastával funkci chorvatského bána a zároveň zemského velitele pro Chorvatsko-slavonské království, současně byl velícím generálem pro oblast Banátu a Vojenské hranice. V roce 1832 byl povýšen do stavu svobodných pánů a zároveň jmenován c. k. tajným radou s nárokem na oslovení Excelence. V roce 1836 obdržel velkokříž Leopoldova řádu. Krátce před smrtí se dostal do sporu s uherským zemským sněmem, který na svém zasedání v Prešpurku v roce 1839 schválil nařízení o povinné znalosti maďarského jazyka u všech Chorvatů působících ve státních službách. Vlašić v tomto konfliktu protestoval u císaře Ferdinanda I. a dosáhl úspěchu, konečného rozhodnutí vídeňské vlády se ale již nedožil. Zemřel v Záhřebu 16. května 1840 ve věku 74 let.
Se svou manželkou Franjicou měl čtyři děti, dva syny a dvě dcery. Starší syn Franjo (1827–1884) byl dlouholetým sekčním šéfem na ministerstvu války a nakonec velitelem armádního sboru v Brně. Mladší Karel (1830–1891) dosáhl ve vojsku hodnosti polního podmaršála.